# Niclas Ekberg
Niclas Ekberg (født 23. december 1988 i Ystad, Sverige) er en svensk håndboldspiller, der spiller for Ystads IF. Han har tidligere spillet for den tidligere danske storklub AG København.